# Barbie (film)
A Barbie 2023-ban bemutatott amerikai fantasy filmvígjáték, melyet Greta Gerwig és Noah Baumbach forgatókönyvéből Gerwig rendezett. A főbb szerepekben Margot Robbie és Ryan Gosling látható. A film a Mattel játékcég Barbie babája alapján készült, ami viccesen, kissé szürreálisan és nem kevés szatírával mesél a társadalmi nemekhez kulturálisan hozzárendelt irreális és meghaladott nemi szerep elvárásokról.
Az Amerikai Egyesült Államokban 2023. július 21-én, Magyarországon egy nappal korábban, július 20-án mutatták be a mozikban.

## Cselekmény
Barbie egy átlagos Barbie-lány Barbielandben, a Barbie babák látszólag tökéletes világában, ám egy napon furcsa dolgok kezdenek történni vele: eszébe jut a halál, egyenes talppal kezd el járni, leesik a tetőről... Hogy kiderítse, miért történnek ilyenek vele, elutazik az emberek világába, ahová Ken is vele tart, ott azonban sorban fura meglepetések érik őket, mert a való világban messze nem minden olyan tökéletes, mint otthon, ráadásul a kiruccanásnak Barbielandre is nem várt negatív hatása lesz, miközben a Mattel kissé ütődött vezetősége is megretten Barbie váratlan megjelenésétől, de úgy tűnik, hogy talán a cég egyik titkárnője és kamaszlánya tudnak megoldást kínálni Barbie és a többiek problémájára.

## Szereplők
| Szerep                         | Színész           | Magyar hang       |
| ------------------------------ | ----------------- | ----------------- |
| Barbie / Sztereotipikus Barbie | Margot Robbie     | Peller Mariann    |
| Ken / Tengerparti Ken          | Ryan Gosling      | Zámbori Soma      |
| Gloria                         | America Ferrera   | Páder Petra       |
| Sasha                          | Ariana Greenblatt | Hegedűs Johanna   |
| Allan                          | Michael Cera      | Molnár Levente    |
| A Mattel vezérigazgatója       | Will Ferrell      | Kerekes József    |
| Furcsa Barbie                  | Kate McKinnon     | Peller Anna       |
| Barbie elnöknő                 | Issa Rae          | Pálmai Anna       |
| Író Barbie                     | Alexandra Shipp   | Gáspár Kata       |
| Fizikus Barbie                 | Emma Mackey       | Dobó Enikő        |
| Dr. Barbie                     | Nari Hef          | Ténai Petra       |
| Ügyvéd Barbie                  | Sharon Rooney     | Kokas Piroska     |
| Bíró Barbie                    | Ana Cruz Kayne    | Mikecz Estilla    |
| Újságíró Barbie                | Rita Arya         |                   |
| Sellő Barbie                   | Dua Lipa          | Cserna Lulu       |
| Diplomata Barbie               | Nicola Coughlan   |                   |
| Turista Ken                    | Simu Liu          | Fehér Tibor       |
| Kosárlabdás Ken                | Kingsley Ben-Adir | Kádár-Szabó Bence |
| Sztereotipikus Ken             | Scott Evans       | Magyar Bálint     |
| Művész Ken                     | Ncuti Gatwa       | Dér Zsolt         |
| Sellő Ken                      | John Cena         | Bognár Tamás      |
| Cukrosbácsi Ken                | Rob Brydon        | Salinger Gábor    |
| Varázsfülbevalós Ken           | Tom Stourton      | Bordás János      |
| Ruth Handler szelleme          | Rhea Perlman      | Igó Éva           |
| A Narrátor                     | Helen Mirren      | Bánsági Ildikó    |
| Skipper                        | Erica Ford        | Urbán-Szabó Fanni |
| Aaron Dinkins                  | Connor Swindells  | Rohonyi Barnabás  |
| Mattel-vezető                  | Jamie Demetriou   | Bergendi Áron     |

### Magyar változat
- Magyar szöveg: Tóth Tamás
- Felvevő Hangmérnök: Schriffert László
- Vágó: Sári-Szemerédi Gabriella
- Gyártásvezető: Kincses Tamás
- Szinkronrendező: Tabák Kata
- Produkciós vezető: Hagen Péter

A szinkront a Mafilm Audio Kft. készítette el

## Érdekességek
- A főszereplő, Margot Robbie nevére a Google keresőben rákeresve egy módosított Google kereső fogad minket, melyen minden rózsaszín.[6]
- A film díszleteihez annyi rózsaszín festéket használtak fel, hogy átmeneti készlethiány lépett fel belőle.[7]
- A filmet nagyrészt a címszereplő Margot Robbie hozta tető alá, a Barbie jogait is megszerezte, produkciós cégével, a LuckyChap Entertainmenttel pedig részben producere is a filmnek,[8] így Robbie maga a közreműködéseivel összesen 50 millió dollárt keresett a filmmel.[9]
- A film egyike lett a legsikeresebb filmalkotásoknak, a globális  bevétele egy hónap alatt meghaladta az egy milliárd dollárt, ezzel minden idők 16. legjövedelmezőbb filmjévé, míg Greta Gerwiget a legsikeresebb női rendezőjévé tette.[10] A Mattel is jelentős bevételre tett szert a film által, részben a névhasználati jog, részben a megugrott játékeladások miatt.[9]
- 2023 nyarának másik sikerfilmjének, az Oppenheimernek főszereplője, Cillian Murphy nem zárta ki, hogy akár szerepeljen a Barbie folytatásában, ha lesz ilyen.[11]